# Fritz Schilgen
Fritz Schilgen (Kronberg im Taunus, Imperi alemany, 8 de setembre de 1906 - íd., Alemanya, 12 de setembre de 2005) fou un atleta alemany, que es feu mundialment famós per esdevenir el primer encenedor del peveter olímpic als Jocs Olímpics d'Estiu de 1936.
Va estudiar electrònica a la Universitat Tècnica de Darmstadt.
Especialista en curses de mitjana distància i relleus, va participar l'any 1929 al campionat nacional del seu país, on va aconseguir guanyar la medalla de bronze en els 1500 metres, un metall que repetí l'any 1931 i 1933. L'any 1928 va aconseguir guanyar la medalla de plata en la Universíada en la prova de relleus 4x400 metres i l'any 1930 la medalla de bronze en els 5000 metres.
En els Jocs Olímpics d'Estiu de 1936 realitzats a Berlín (Alemanya nazi) fou escollit com a "símbol de la joventut esportiva alemanya" pels organitzadors de la cerimònia inaugural, on per primera vegada es feu l'encesa del peveter olímpic i que quedà reflectit en la pel·lícula Olympia, dirigida per Leni Riefenstahl. En aquests Jocs, però, Schilgen no participà.
Després de la Segona Guerra Mundial Schilgen participà com a membre consultor dels Jocs Olímpics d'Estiu de 1972 realitzats a Múnic (Alemanya Occidental), i en la celebració del centenari de la reinstauració dels Jocs Olímpics fou l'encarregat d'encendre novament el peveter olímpic de l'Estadi Olímpic de Berlín amb motiu de la celebració dels Jocs Olímpics d'estiu de 1996 realitzats a Atlanta (Estats Units).